# Mały Krywań (Mała Fatra)

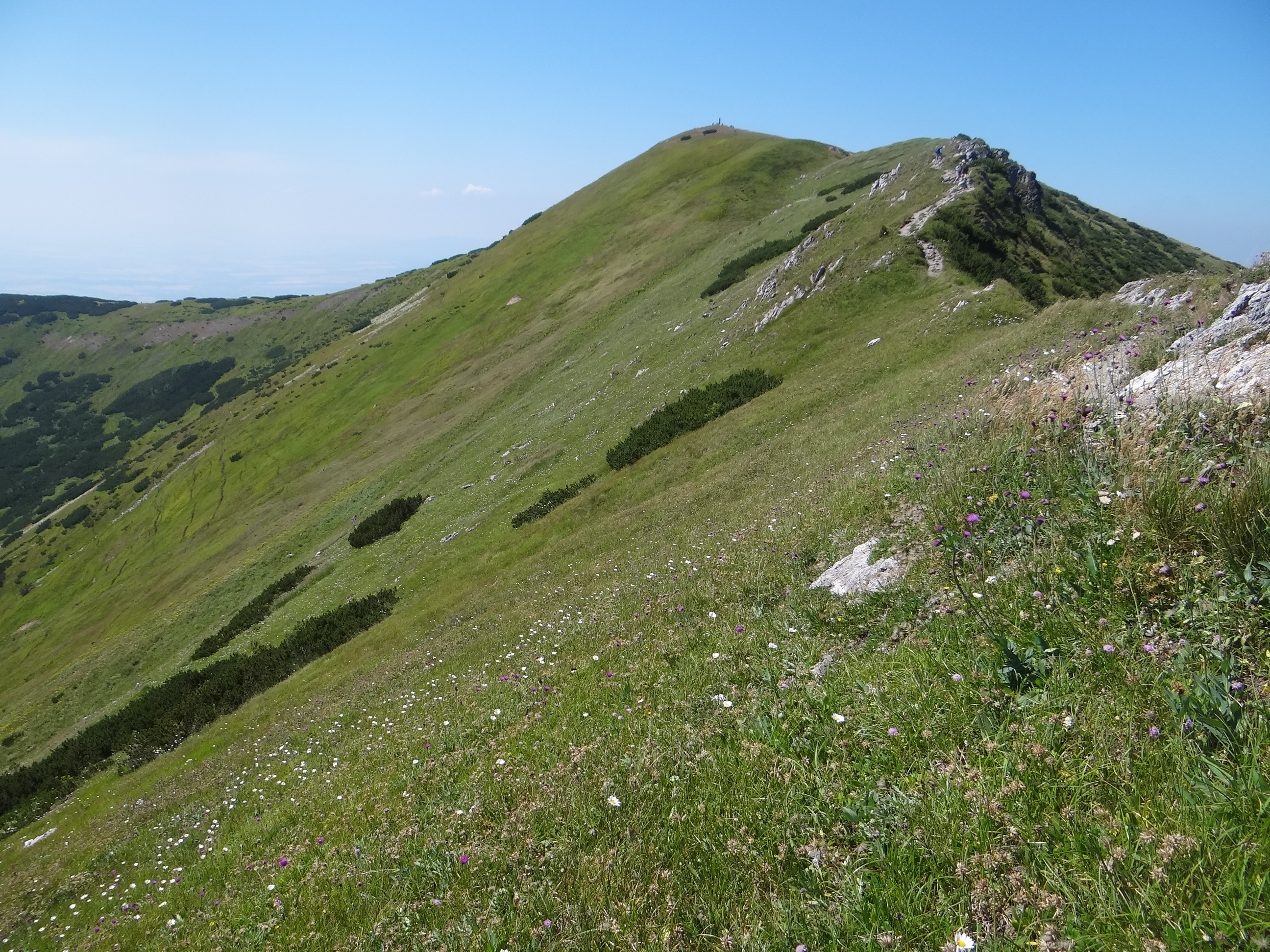
Pod główną granią Małego Krywania

Mały Krywań (słow. Malý Kriváň, Malý Fatranský Kriváň, 1671 m) – drugi co do wysokości szczyt w paśmie górskim Mała Fatra na Słowacji.

## Położenie i rzeźba terenu
Masyw Małego Krywania wznosi się w głównym grzbiecie tzw. Małej Fatry Krywańskiej, pomiędzy Koniarkami na wschodzie a masywem Suchego na zachodzie. Główny grzbiet Małej Fatry w obrębie Małego Krywania jest wyraźnie wybrzuszony ku południowemu wschodowi. Odchodzą od niego cztery grzbiety:
- północno-wschodni odcinek głównej grani przez Koniarky i Pekelník do Wielkiego Krywania,
- południowo-wschodni z wierzchołkiem Mojský grúň,
- południowy ze szczytami Meškalka, Ostredok i Veľká Kráľová,
- zachodni do przełęczy sedlo Priehyb, za którą rozgałęzia się na dwa grzbiety.

Mały Krywań wznosi się nad 4 dolinami: dolina potoku Studenec, wąwóz Tiesňavy, Sučianska dolina i Belianska dolina. Północne stoki opadające do Belianskiej doliny są strome i tworzą dość szeroki kocioł.

## Opis szczytu
Wierzchołek Małego Krywania jest rozległy, płaski i kamienisto-trawiasty. Stoki w górnej części są nagie, porozdzielane jedynie niskimi grzebieniami skalnymi, strome i lawiniaste. Szczyt i stoki po poziomicę 1350–1400 m pokryte są łąkami górskimi. Na południowych stokach, w rejonie lokalnych wypiętrzeń bocznych grzbietów, sięgających 1480–1535 m, łany kosodrzewiny. Poniżej stoki są całkowicie zalesione.
Mały Krywań leży na terenie Parku Narodowego Mała Fatra. Północne stoki masywu (cały kocioł nad Belianską doliną, od grzbietu w dół aż do wysokości ok. 830 m) obejmuje rezerwat przyrody Prípor.

## Jaskinie
W masywie Małego Krywania znajduje się kilka jaskiń. Priepasť v Malom Fatranskom Kriváni (też: Malokrivánska priepasť), znana od dawna, była spenetrowana w 1970 r. przez speleologów pod kierunkiem A. Droppy, którym udało się osiągnąć głębokość ok. 60 m. Jaskinia, której otwór znajduje się na wysokości ok. 1620 m n.p.m., ma charakter szczeliny, zwężającej się ku dołowi, z kilkoma pośrednimi uskokami. Woda ze śniegu topniejącego w tej jaskini, zabarwiona w 1986 r., po niespełna 24 godzinach ukazała się w położonym ponad 1000 m niżej wywierzysku w Belianskej dolinie. Jest to największa potwierdzona dotychczas rozpiętość wysokościowa systemu hydrologicznego w krasie na Słowacji.
W pobliżu znajduje się inna jaskinia o rozwinięciu pionowym, Priepasť neprajníkov'.

## Turystyka
Szczyt Małego Krywania, oferujący rozległą, dookolną panoramę, rzadko stanowi sam w sobie cel wycieczek. Jest często odwiedzany przy przejściu głównego grzbietu Małej Fatry. Krzyżują się na nim dwa szlaki turystyczne. Jeden z nich, znakowany czerwono to odcinek międzynarodowego szlaku pieszego E 3.
  odcinek: Nezbudská Lúčka – Podhradské – Chata pod Suchým – sedlo Príslop pod Suchým – Javorina – Suchý – sedlo Vráta – Stratenec – sedlo Priehyb – Mały Krywań – Koniarky – Bublen – Pekelník – Wielki Krywań – Snilovské sedlo. Czas przejścia: 7.10 h, ↓ 6.25 h:
  Sučany – Sučianska dolina – Veľká Kráľová – Ostredok – Mały Krywań.